# Felsritzungen des Valcamonica

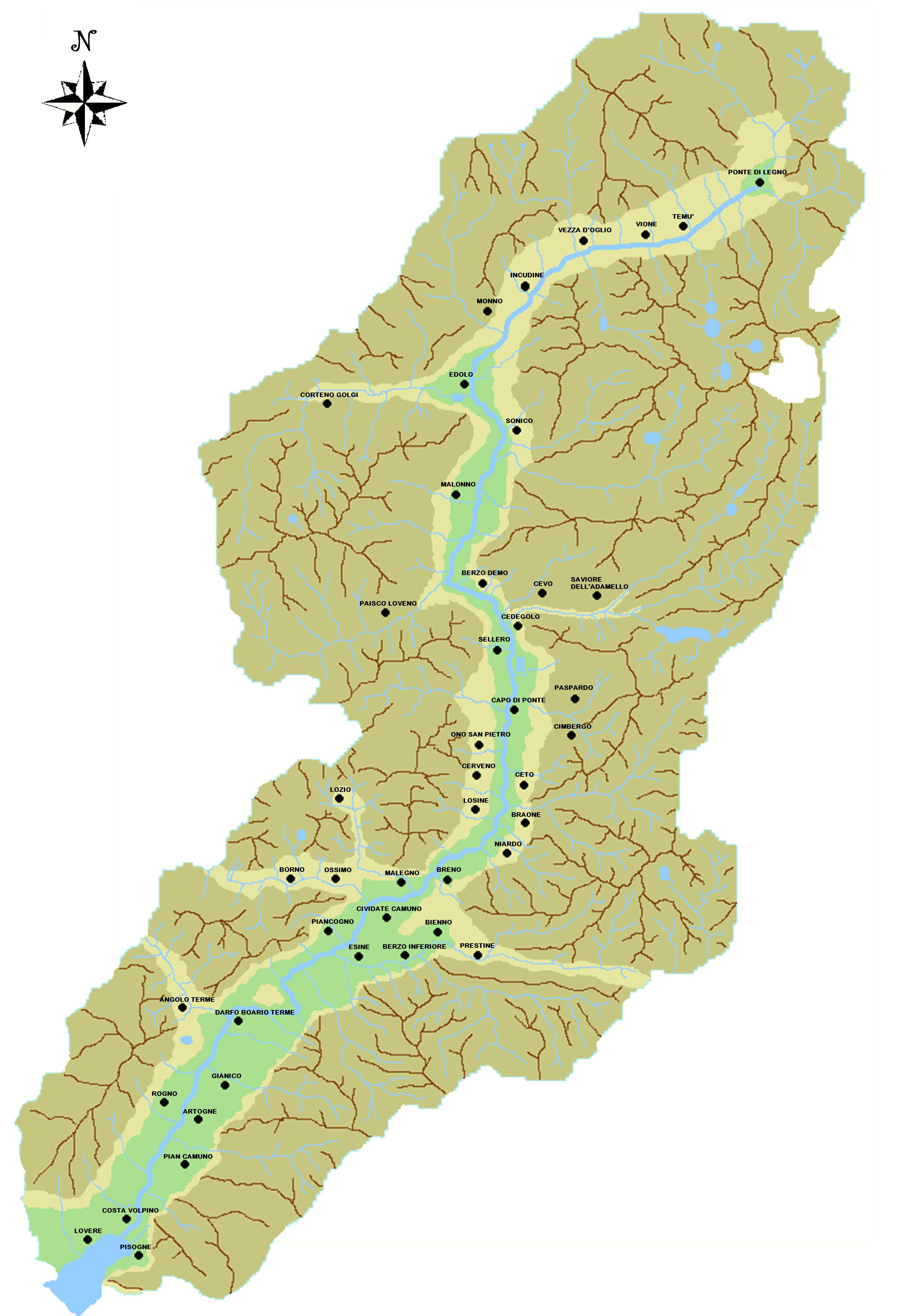
Das Valcamonica

Die Felsritzungen des Valcamonica (auch Val Camonica) im norditalienischen Valcamonica in der Lombardei, in der norditalienischen Provinz Brescia sind die weltweit größte Fundregion prähistorischer Petroglyphen. Die Felsbildregion war im Jahre 1979 das erste von der UNESCO als Welterbe anerkannte Objekt in Italien. Während die UNESCO mehr als 140.000 Figuren registrierte, haben weitere Entdeckungen die Anzahl auf 200.000 kartierte Objekte erhöht. Aktuelle Schätzungen gehen sogar von insgesamt 300.000 Objekten aus. Die Petroglyphen sind vor allem in der Umgebung der Orte Darfo Boario Terme, Capo di Ponte (Parco nazionale delle incisioni rupestri di Naquane), Nadro, Cimbergo und Paspardo konzentriert.
Die Felsritzungen sind auf einer Strecke von 25 Kilometern entlang des Tals verteilt und liegen auf Höhen zwischen 200 und 1400 m über dem Meeresspiegel. Die Kunst des Valcamonica zeichnet sich im Laufe von etwa 10.000 Jahren durch einen periodischen Wandel der Stile und Motive aus. Sie bilden ein Archiv europäischer Geschichte, das sich vom Ende der Würmeiszeit bis zur Römischen Kaiserzeit erstreckt.

## Die Anfänge
Die vor 12.000 Jahren im Epipaläolithikum entstandenen Felsbilder waren mit Jagdpraktiken und -ritualen verbunden. Die schemenhaften Bilder zeigen Themen wie Fischköcher, Speere, große Jagdtiere und abstrakte Zeichen. Der in der Region zu Beginn des Holozäns ausgestorbene Elch ist am häufigsten abgebildet.

## Neolithikum
Zu Beginn des Neolithikums erfolgte die Einwanderung einer neuen Bevölkerung und eine weitgehende Verdrängung der Jäger und Sammler. Während des 6. Jahrtausends v. Chr. wird die Felsritzung im veränderten Stil fortgesetzt. Während des norditalienischen Neolithikums (6000 bis 3300 v. Chr.) werden schematisierte menschliche Figuren mit erhobenen Armen (Adoranten) dargestellt. Häufig sind sie mit Äxten und Scheiben oder Hunden kombiniert. Götterbilder, die von danubischen Prototypen abzustammen scheinen, zeugen ebenso wie Hacken und Pflüge von kulturellen Verbindungen.
Während des Neolithikums treten Veränderungen in der Komposition auf. Die Adorantendarstellung wurde vorwiegend mit Objekten (Äxte, Scheiben oder Tieren) oder einem zweiten anthropomorphen Wesen kombiniert. Das zuerst dargestellte Haustier war der Hund. Später kamen Rinder (evtl. Ziegen) hinzu. Auch die Anzahl der in einem Bild Agierenden nimmt zu. Szenen ökonomischer und kultischer Aktivität werden geschaffen. Unter den abgebildeten Waffen findet man Bögen, Bumerangs, Pfeile und Speere sowie landwirtschaftliches Gerät.
Bilder technischer Errungenschaften (Bogen, Pflug, Tierfalle und Webstuhl) sind zwar typisch für die Periode, aber Fischfang und Jagd werden ebenso wie Ackerbau mit Tierhaltung dargestellt. Bei den religiösen Anschauungen herrschen scheinbar Sonnen- und Totenkult vor. Symboltiere stehen für die Verehrung der Divinität. Gegen Ende der Periode tauchen anthropomorphe Götterbilder auf. Mitte des 4. vorchristlichen Jahrtausends kommen abstrakte Symbole auf, wie konzentrische Kreise, Mäander, Zickzackmuster und maskierte Gesichter, die eine Verwandtschaft zu den Megalithkulturen anzeigen. Außerdem werden Waffen (besonders Äxte) in abstrahierter Form abgebildet.

## Chalkolithikum
Vom Chalkolithikum (3350 v. Chr.) bis zum Beginn der Bronzezeit verbreiten sich im Valcamonica neue Muster. Sie werden auf Statuenmenhiren und monumentalen Anlagen gefunden. Die Petroglyphen umfassen Äxte oder Stabdolche (eine Art kurze Hellebarden), Doppelspiralen (Brillenspiralen), dreieckige Kupferdolche und Sonnenscheiben. Daneben sind weiter menschliche und tierische Abbilder zu finden. Es werden Karren, Wagen und Pflüger dargestellt (Bagnolo-Stelen).
Diese symbolisch-religiösen Ornamente hatten die Alpenregion zusammen mit wirtschaftlichen und technischen Innovationen erreicht, die einen tiefgreifenden kulturellen Wandel signalisieren. Zu den Neuerungen gehört die Metallverarbeitung (mit ersten Kupferwerkzeugen).

## Bronzezeit
Während der frühen und mittleren Bronzezeit (2500 bis 1200 v. Chr.) festigte sich die auf Bergbau und Metallverarbeitung spezialisierte Wirtschaftsweise. Die Produktionszentren waren Teil eines zirkummediterranen Handelsnetzes.
Diese Veränderungen sind auch in den Gravuren des Valcamonica nachzuweisen. Die lange vorherrschenden Äxte und Dolche werden von Kampfszenen abgelöst. Topographische Karten und Waffen sind bis in die mittlere Bronzezeit typisch. Während der mittleren Bronzezeit nimmt die Zahl der mythologischen Szenen und anthropomorphen Figuren zu, und als neues Haustier kommt das Pferd (Reitpferd) hinzu. Metallverarbeitung und Weberei werden dargestellt. Religiöse Anschauungen werden offenbar durch Gegenstände und Waffen symbolisiert. In der späten Bronzezeit mehren sich in den Petroglyphen die Anzeichen für die Verehrung von Geistern oder Heroen.
Im 2. und 1. vorchristlichen Jahrtausend erwuchsen aus den Gemeinschaften komplizierte politische Einheiten. Am Ende der Bronzezeit stellten die Camunier Figuren und Objekte dar, die denen der Urnenfelderkultur ähnlich sind. In der ersten Hälfte des 1. vorchristlichen Jahrtausends treten die wirtschaftlichen und kulturellen Kontakte zur Hallstatt-Kultur stärker hervor. Die Motive und Figurinen aus Bronze- und Keramikobjekten finden zahlreiche Parallelen in der Felsbildkunst der frühen Eisenzeit.

## Eisenzeit
In der frühen Eisenzeit, zwischen dem 7. und 5. Jahrhundert v. Chr., werden die Einflüsse der Villanovakultur und der Etrusker deutlich. Der neue Felsbildstil zeigt Krieger mit etruskischen Dolchen, Schilden und Helmen. Die Etrusker führten auch das Alphabet ein. Mehr als 100 nordetruskische Inschriften sind in die Felsen eingraviert. Im 5. und 4. vorchristlichen Jahrhundert tauchen keltische Merkmale auf, etwa eine Darstellung des keltischen Hirschgottes Cernunnos.  Die Periode endet mit der römischen Besetzung der Valcamonica im Jahre 16 v. Chr. Diese Periode zeichnet sich am Fels durch realistische Szenen des Alltagslebens und die Darstellung magisch-mythologischer Figuren aus. Mehrere, chronologisch außerordentlich wertvolle Gravuren zeigen Menschen, die Äxte, Helme, Schilde, Speere und Schmuckgegenstände tragen. Zahlreiche Gravuren von Bauwerken, Hütten und Tempeln verraten etwas über die Architektur. Es werden Pflüge, Hacken und Sensen dargestellt und man findet Szenen der Metallverarbeitung und der Herstellung von Wagenrädern. Als Haustiere sind Enten, Hühner, Gänse, Schweine und Ziegen abgebildet.

## Nachlauf
Nachdem das Territorium der Camunni Teil der römischen Provinz Gallia cisalpina (Transpadana) geworden war, wurde nur noch vereinzelt Felskunst geschaffen. Es gibt allerdings mehrere römische Gravuren mit einigen lateinischen Inschriften sowie zahlreiche Felsbilder aus dem Mittelalter und aus späterer Zeit. Zum Teil dürfte es sich dabei um profanen Zeitvertreib der Hirten gehandelt haben. Es gibt aber auch vereinzelt Felsen mit christlichen Motiven. So finden sich bei Cimbergo Felsen mit vielen eingepickten Kreuzen und Schlüsseln, sowie einer menschlichen Figur mit drei Schlüsseln, die als der Heilige Petrus interpretiert wird.
Unter den Symbolen des Valcamonica tritt die sogenannte „Rosa Camuna“ (Camunische Rose) hervor, die als offizielles Symbol der Region Lombardei übernommen wurde.

## Chronologie der Themen
In den 1960er Jahren erstellte der Archäologe Emmanuel Anati in ersten systematischen Studien eine Chronologie der Felszeichnungen des Valcamonica. Er verglich darin Stil und Art der verwendeten Symbole und stellte sie in überregionalen Zusammenhang.

## Die Felsbildparks
Felsbilder im Valcamonica – UNESCO-Welterbe Nummer 94
| Nummer | Name | Gemeinden                      | Koordinaten                  | Fotogalerie |
| ------ | --- | ------------------------------ | ---------------------------- | ----------- |
| 1.     | Parco nazionale delle incisioni rupestri di Naquane. Von Emmanuel Anati auf Fels-Nr. 35 von Naquane als der „laufende Priester“ benannt. | Capo di Ponte                  | 46° 1′ 32″ N, 10° 20′ 57″ O  |             |
| 2.     | Parco archeologico nazionale dei Massi di Cemmo                                                                                          | Capo di Ponte                  | 46° 1′ 52″ N, 10° 20′ 20″ O  |             |
| 3.     | Parco archeologico comunale di Seradina-Bedolina                                                                                         | Capo di Ponte                  | 46° 2′ 0″ N, 10° 20′ 29″ O   |             |
| 4.     | Parco archeologico di Asinino-Anvòia | Ossimo                         | 45° 57′ 19″ N, 10° 14′ 47″ O |             |
| 5.     | Parco comunale delle incisioni rupestri di Luine                                                                                         | Darfo Boario Terme             | 45° 53′ 20″ N, 10° 10′ 46″ O |             |
| 6.     | Parco comunale archeologico e minerario di Sellero                                                                                       | Sellero                        | 46° 3′ 26″ N, 10° 20′ 29″ O  |             |
| 7.     | Parco archeologico comunale di Sonico | Sonico                         | 46° 10′ 7″ N, 10° 21′ 20″ O  |             |
| 8.     | Riserva naturale Incisioni rupestri di Ceto, Cimbergo e Paspardo                                                                         | Ceto (Nadro) Cimbergo Paspardo | 46° 1′ 6″ N, 10° 21′ 10″ O   |             |